# Bunker 66
Bunker 66 ist eine italienische Black- und Thrash-Metal-Band aus Messina, die im Jahr 2007 gegründet wurde.

## Geschichte
Die Band wurde im Jahr 2007 gegründet und bestand aus dem Bassisten und Sänger Damien Thorne, dem Gitarristen Bone Incinerator und dem Schlagzeuger Desekrator of the Altar. Nachdem sie die ersten Lieder entwickelt hatten, folgte im Jahr 2009 die EP Out of the Bunker über Reinig Records. Ein Live-Album unter dem Namen Alive & Melting schloss sich im Jahr 2011 über Cargo Records an, ehe im Folgejahr eine Split-Veröffentlichung zusammen mit Barbarian über Doomentia Records erschien. Im selben Jahr erschien zudem das Debütalbum Infernö Interceptörs bei High Roller Records.

## Stil
Laut Florian Dammasch von metal.de spiele die Band auf Infernö Interceptörs eine Mischung aus Black- und Thrash-Metal. Die Gruppe erinnere vom Aussehen her an Nocturnal Breed, während sie wie eine „einfachere Versiön von AURA NOIR, gekreuzt mit einem rotzigen NIFELHEIM- und MOTÖRHEAD-Untertön und dem Bassmönster-Söund von CARPATHIAN FOREST“ klinge. Die Texte der Lieder empfand Dammasch als klischeehaft.

## Diskografie
- 2009: Out of the Bunker (EP, Reinig Records)
- 2011: Alive & Melting (Live-Album, Cargo Records)
- 2012: Barbarian / Bunker 66 (Split mit Barbarian, Doomentia Records)
- 2012: Infernö Interceptörs (Album, High Roller Records)
- 2014: Screaming Rock Believers (Album, High Roller Records)
- 2017: Chained Down in Dirt (Album, High Roller Records)
- 2021: Beyond the Help of Prayers (Album, Dying Victims Productions)